# كارلوس موريتي
كارلوس مانويل موريتي ماركوف (مواليد 14 يناير 1952)، المعروف باسم كارلوس موريتي، هو مهاجم كرة قدم أرجنتيني سابق. ولد في مدينة مونرو في بوينس آيرس، وهو واحدة من عدد قليل من اللاعبين الذين لعبوا وفازوا بالألقاب مع أكبر ثلاثة أندية في الأرجنتين: ريفر بليت، بوكا جونيورز واندبندينتي. سجل 245 هدفاً في الدوري الأرجنتيني والدوري الإسباني مما جعله أحد أفضل الهدافين في تاريخ كرة القدم.

## مسيرته الكروية
بدأ موريتي مسيرته في سن 18 مع ريفر بلايت، وكان هدافًا للدوري مرتين في 1972 و1974 وفاز بأول لقب دوري له مع ريفر في 1975.
بعد فوزه باللقب مع ريفر، تم بيع موريتي إلى فريق لاس بالماس الإسباني حيث لعب للنادي 147 مباراة في 5 مواسم، وسجل 79 هدفًا في الدوري.
بعد فترة قصيرة مع إشبيلية، عاد موريتي إلى الأرجنتين ليلعب مع بوكا جونيورز حيث توج بلقب الدوري الثاني به في 1981. بعد فترة قصيرة في تاليريس، إنتقل إلى إنديبندينتي، حيث سجل 20 هدفًا في 20 مباراة خلال موسم 1982 ليصبح هداف الدوري الأرجنتيني للمرة الثالثة. بعد هزيمتين متتاليتين على يد إستوديانتس دي لا بلاتا، فاز إندبندينتي بقيادة موريتي بالدوري في 1983. إنتقل بعدها اللاعب إلى ارجنتينوس جونيورز حيث ساعد هذا الفريق الذي لم ينجح سابقًا في الفوز ببطولتي دوري؛ موسم 1984 و موسم 1985 وللفوز ببطولة كوبا ليبرتادوريس في 1985.